# 覃波
覃波（1916年—？），广西东兰人，中华人民共和国政治人物。
担任桂西壮族自治区卫生局局长、广西省卫生厅副厅长。1954年，当选第一届全国人民代表大会代表。